# Rajd des Garrigues – Languedoc-Roussillon 1988
Rajd des Garrigues – Languedoc-Roussillon 1988 (9. Rallye des Garrigues – Languedoc-Roussillon) – 9. edycja rajdu samochodowego Rajd des Garrigues – Languedoc-Roussillon rozgrywanego we Francji. Rozgrywany był od 3 do 4 czerwca 1988 roku. Była to osiemnasta runda Rajdowych Mistrzostw Europy w roku 1988 (rajd miał najwyższy współczynnik – 20). Składał się z 18 odcinków specjalnych.

## Klasyfikacja rajdu
| Miejsce                      | Kierowca                     | Pilot                        | Samochód                     | Czas                         | Strata                       |                              |
| Klasyfikacja generalna i ERC | Klasyfikacja generalna i ERC | Klasyfikacja generalna i ERC | Klasyfikacja generalna i ERC | Klasyfikacja generalna i ERC | Klasyfikacja generalna i ERC | Klasyfikacja generalna i ERC |
| ---------------------------- | ---------------------------- | ---------------------------- | ---------------------------- | ---------------------------- | ---------------------------- | ---------------------------- |
| 1.                           | François Chatriot            | Michel Périn                 | BMW M3 E30                   | 4:07:32                      | 0,0                          |                              |
| 2.                           | Fabrizio Tabaton             | Luciano Tedeschini           | Lancia Delta Integrale       | 4:07:43                      | +11                          |                              |
| 3.                           | Patrick Snijers              | Dany Colebunders             | BMW M3 E30                   | 4:08:10                      | +38                          |                              |
| 4.                           | Jacques Panciatici           | Philippe David               | Alfa Romeo 75 V6             | 4:15:55                      | +8:23                        |                              |
| 5.                           | Jean-Marc Ivens              | Philippe Croquesel           | Peugeot 205 GTI 1.9          | 4:21:27                      | +13:55                       |                              |
| 6.                           | Fabio Arletti                | Leonardo Julli               | Lancia Delta HF 4WD          | 4:22:31                      | +14:59                       |                              |
| 7.                           | Pierre-César Baroni          | Michel Rousseau              | Ford Sierra RS Cosworth      | 4:24:07                      | +16:35                       |                              |
| 8.                           | Philippe Bugalski            | Jean-Marc Andrié             | Renault 21 Turbo             | 4:24:29                      | +16:57                       |                              |
| 9.                           | Alain Oreille                | Sylvie Oreille               | Renault 5 GT Turbo           | 4:25:34                      | +18:02                       |                              |
| 10.                          | Gérard Pradelle              | Denis Giraudet               | Peugeot 205 GTI 1.9          | 4:29:58                      | +22:26                       |                              |